# Scott Allen
Scott Ethan "Scotty" Allen, född 8 februari 1949 i Newark i New Jersey, är en amerikansk före detta konståkare.
Allen blev olympisk bronsmedaljör i konståkning vid vinterspelen 1964 i Innsbruck.